# Chicoutimi
Chicoutimi è un quartiere della città canadese di Saguenay, nella provincia del Québec.
Già municipalità autonoma, nel 2002 è stata unita alle città di Laterriére e Tremblay nella città di Saguenay.
È sede vescovile cattolica.